# Martin Branner
Martin Branner (28 décembre 1888, New York - 19 mai 1970, New London, Connecticut) est un scénariste et dessinateur de comics américain.

## Biographie

### Jeunesse et Music-hall
Il connaît une jeunesse aventureuse et romantique, et s'enfuit de chez lui le 21 août 1907, à dix huit ans, avec Edith Fabrini pour pouvoir l'épouser, alors qu'elle n'était âgée que de 15 ans.
Tous deux réalisent un numéro de danse, The Martin and Fabrini Continental Dance Act, et remportent un très grand succès, se produisant notamment au Palace de New York. Ils gagnent à peu près 400 dollars par semaine en 1914 et sont attendus en Europe pour une série de représentations. Mais peu de temps avant leur départ éclate la Première Guerre mondiale. Lorsque les États-Unis entrent en guerre en 1917, il s'engage dans l'armée américaine, et est affecté au secteur des armes chimiques. En 1919, il quitte l'armée et revient au music-hall, mais pour une courte durée, car l'année suivante il se lance dans le secteur de la bande dessinée.

### Bande dessinée
Lycéen, il avait essayé de se faire engager par le quotidien New York World, en vain, et avait obtenu quelques commandes pour des dessins publicitaires, notamment Variety. En 1919, il réussit à publier deux bandes dessinées : Looie the Lawyer, (l'histoire d'un petit avocat chauve) et Pete and Pinto (une autre série publiée par Le New York Sun et le New York Herald). Il attire l'attention d'Arthur Crawford, responsable de Chicago Tribune-New York News et au printemps 1920 il signe un contrat avec le Chicago Tribune.

### Bicot
Sa série Winnie Winkle the breadwinner est publiée dans les pages des quotidiens new-yorkais et lui apporte la notoriété. Elle raconte les aventures d'une famille américaine dans laquelle Perry (frère de Winnie) est un garnement qui ne fait que des bêtises. Elle commence en bandes quotidiennes le 20 septembre 1920 et paraît en planche du dimanche à partir de 1923. Il renonce même à Pete and Pinto pour se consacrer à cette série.
Traduit sous le titre de Bicot et Suzy, il est publié en France à partir de 1926. Martin Branner dessine Bicot jusqu'en 1962 après une attaque cardiaque, où il confie alors son héros à son assistant, Max Van Ribber. En mars 1934, Martin Branner fait la connaissance d'un jeune homme appelé Robert Velter qu'il prend comme assistant pendant deux ans aux États-Unis. « Rob-Vel », revenu en France, devient le créateur de Spirou en 1938.
Branner meurt à New London le 19 mai 1970.

## Publications en français
- Bicot Président de club - Hachette (1926)
- Bicot et Suzy - Hachette (1927)
- Bicot et les Ran Tan Plan - Hachette (1928)
- Les farces de Bicot - Hachette (1929)  (ISBN 2-85199-013-6)
- Bicot fait du sport -  Hachette 1930
- Les exploits de Bicot - Hachette (1931)
- Bicot pêche à la ligne - Hachette (1932)
- Bicot magicien - Hachette 1933
- Bicot capitaine de pompiers - Hachette (1934)
- Bicot marin d'eau douce - Hachette (1935)
- Bicot et son 1/2 chien - Hachette (1936)
- Bicot chef d'orchestre - Hachette (1937)
- Bicot général - Hachette (1938)
- Bicot achète une auto - Hachette (1939)
- Recueil Bicot, président de club - Bicot et Suzy - Bicot et les Ran-tan-plan - Les farces de Bicot - Henri Veyrier (1972)
- Bicot Pêche à la ligne Henri Veyrier (1974)  (ISBN 84-3992-649-9)
- Les farces de Bicot - Henri Veyrier (1974)  (ISBN 2-85199-013-6)
- Bicot et Suzy - Henri Veyrier (1974)  (ISBN 2-85199-010-1)
- Bicot et les Ran-Tan-Plan - Henri Veyrier (1974)  (ISBN 2-85199-012-8)
- Bicot aux jeux olympiques - Henri Veyrier (1980)  (ISBN 2-85199-210-4)
- Bicot et Suzy - Artefact (1986)

- Bicot Tome 1 : Bicot capitaine des pompiers - Glénat
- Bicot Tome 2 : Bicot marin d'eau douce - Glénat (1997)  (ISBN 2-7234-2428-6)
- Bicot Tome 3 : Bicot et son demi-chien - Glénat

## Prix
- 1951 : Té d'argent de la National Cartoonists Society ;
- 1959 : Prix du comic strip de la National Cartoonists Society pour Bicot.